# Leptauchenia
La leptauchenia (gen. Leptauchenia) è un mammifero artiodattilo estinto, appartenente agli oreodontidi. Visse tra l'Oligocene superiore e il Miocene inferiore (circa 25 - 17 milioni di anni fa) e i suoi resti fossili sono stati ritrovati in Nordamerica.

## Descrizione
Questo animale era di piccola taglia e solitamente non superava la taglia di un cane di media grandezza. Era dotato di un cranio molto corto, il cui muso corto era assottigliato davanti; tra le orbite e davanti ad esse erano presenti grandi vacuità che attraversavano le ossa nasali strette. Le bolle timpaniche erano enormi, e l'apofisi post-timpanica formava una parte dell'occipite. Le orbite di Leptauchenia erano sopraelevate, ben al di sopra del resto del muso, e il meato uditivo esterno era prolungato e a forma di tubo. La mandibola era massiccia, e il ramo montante era robusto e leggermente inclinato in avanti. Gli incisivi erano piccoli, così come i canini, semplici e a dalla corona compressa lateralmente. I premolari erano corti e i molari molto alti (ipsodonti), privi di radici. Le zampe anteriori e posteriori erano di lunghezza quasi uguale, di tipo primitivo e con dita laterali ben sviluppate. I metacarpi erano massicci. 

## Classificazione
Il genere Leptauchenia venne descritto per la prima volta da Joseph Leidy nel 1856, sulla base di resti fossili ritrovati in Dakota del Sud. La specie tipo è Leptauchenia decora, molto nota grazie a numerosi ritrovamenti. Altre specie attribuite a questo genere sono L. brevifacies, L. eiselyi, L. major e L. orellaensis. Tutte queste specie sono molto diffuse in gran parte degli Stati Uniti occidentali.
Leptauchenia è un rappresentante degli oreodontidi, un gruppo di artiodattili tipici dell'Oligo-Miocene nordamericano, che si diversificarono notevolmente andando a occupare varie nicchie ecologiche. In particolare, Leptauchenia era il genere eponimo della sottofamiglia Leptaucheniinae, comprendente oreodonti di piccola taglia e dal muso corto con orbite sopraelevate.

## Paleoecologia
Inizialmente si pensava che le orbite e le narici alte di Leptauchenia potessero avere una correlazione con un probabile stile di vita anfibio dell'animale, in modo simile a quello degli attuali ippopotami. Studi più recenti hanno determinato che nessun fossile di Leptauchenia è mai stato rinvenuto in un deposito fluviale o lacustre, e anzi sembrerebbe che questo animale vivesse in un clima desertico. Secondo Donald Prothero, Leptauchenia e i suoi stretti parenti (come Sespia) erano adattati a vivere in un clima desertico: le orbite sopraelevate e le narici servivano a filtrare la sabbia mentre l'animale scavava nel terreno, o forse mentre si liberava dalle dune del deserto. Anche le bolle timpaniche ingrossate sono solitamente associate a climi estremamente secchi o desertici. I denti alti di Leptauchenia suggeriscono che questo animale si nutriva di piante piuttosto coriacee.